# مكافل شمالي
المكافل الشمالي (الاسم العلمي:Symbiodinium boreum) هو نوع من الأسناخ الصبغية يتبع جنس المكافل من فصيلة المكافلات.